# Składy Najlepszych Zawodników I Ligi w Koszykówce Mężczyzn
Składy Najlepszych Zawodników I Ligi w Koszykówce Mężczyzn – umowne składy najlepszych zawodników I ligi polskiej w koszykówce mężczyzn, wybierane co sezon poprzez głosowanie trenerów zespołów ligowych. 
W latach 2004-2010 podsumowania rundy zasadniczej dokonywał Adam Wall, dziennikarz pzkosz.pl, na podstawie opinii ekspertów, trenerów oraz zawodników.
W przypadku równej liczby głosów o miejscu w piątce decydowała wyższa pozycja drużyny w tabeli ligowej.
W 2014 roku żaden zawodnik II klasy rozgrywkowej nie został nagrodzony tytułem MVP.
pogrubienie – oznacza zawodnika, który uzyskał tytuł MVP sezonu regularnego

(x) – cyfra w nawiasie oznacza kolejne wybory do I składu tego samego zawodnika
| Sezon     | Pierwsza drużyna       | Pierwsza drużyna                                 |
| Sezon     | Zawodnik               | Zespół                                           |
| --------- | ---------------------- | ------------------------------------------------ |
| 2004/2005 | Marcin Chodkiewicz     | Zastal Zielona Góra                              |
| 2004/2005 | Piotr Miś              | Sokół Łańcut                                     |
| 2004/2005 | Roman Prawica          | Stal Stalowa Wola                                |
| 2004/2005 | Dawid Witos            | Kotwica Kołobrzeg                                |
| 2004/2005 | Jarosław Kalinowski    | Polpak Świecie                                   |
| 2005/2006 | Grzegorz Mordzak       | CKS 1924 Czeladź                                 |
| 2005/2006 | Dariusz Puncewicz      | Basket Kwidzyn                                   |
| 2005/2006 | Przemysław Łuszczewski | Sokołów Znicz Jarosław                           |
| 2005/2006 | Tomasz Milewski        | Tytan Częstochowa                                |
| 2005/2006 | Piotr Szybilski        | CA IB Legion Politechnika Warszawa               |
| 2006/2007 | Krzysztof Szubarga     | Sportino Inowrocław                              |
| 2006/2007 | Paweł Szcześniak       | Zastal Zielona Góra                              |
| 2006/2007 | Michał Wołoszyn        | Znicz Basket Pruszków                            |
| 2006/2007 | Tomasz Wojdyła         | Politechnika Poznań                              |
| 2006/2007 | Adam Lisewski          | Stal Stalowa Wola                                |
| 2007/2008 | Paweł Szcześniak (2)   | Wiecko Zastal Zielona Góra                       |
| 2007/2008 | Łukasz Pacocha         | Sokół Łańcut                                     |
| 2007/2008 | Tomasz Celej           | Znicz Jarosław                                   |
| 2007/2008 | Damian Kulig           | Big Star Tychy                                   |
| 2007/2008 | Joe McNaull            | Politechnika Poznań                              |
| 2008/2009 | Łukasz Pacocha (2)     | Big Star Tychy                                   |
| 2008/2009 | Łukasz Wiśniewski      | Zastal Zielona Góra                              |
| 2008/2009 | Dardan Berisha         | Polonia 2011 Warszawa                            |
| 2008/2009 | Andrzej Misiewicz      | Żubry Białystok                                  |
| 2008/2009 | Damian Kulig (2)       | Big Star Tychy                                   |
| 2009/2010 | Marcin Flieger         | Intermarche Zastal Zielona Góra                  |
| 2009/2010 | Łukasz Pacocha (3)     | Big Star Tychy                                   |
| 2009/2010 | Tomasz Celej (2)       | Olimp Start Lublin                               |
| 2009/2010 | Marcin Sterenga        | Victoria Górnik Wałbrzych                        |
| 2009/2010 | Piotr Miś (2)          | Siarka Tarnobrzeg                                |
| 2010/2011 | Grzegorz Mordzak (2)   | Asseco Prokom 2 Gdynia                           |
| 2010/2011 | Piotr Pamuła           | AZS Politechnika Warszawa                        |
| 2010/2011 | Marek Piechowicz       | MKS Dąbrowa Górnicza                             |
| 2010/2011 | Tomasz Wojdyła (2)     | Asseco Prokom 2 Gdynia                           |
| 2010/2011 | Adam Lisewski (2)      | MKS Dąbrowa Górnicza                             |
| 2011/2012 | Radosław Basiński      | SKK Siedlce                                      |
| 2011/2012 | Łukasz Pacocha (4)     | AZS Radex Szczecin                               |
| 2011/2012 | Mateusz Kostrzewski    | Start Gdynia                                     |
| 2011/2012 | Michał Wołoszyn (2)    | MKS Dąbrowa Górnicza                             |
| 2011/2012 | Tomasz Wojdyła (3)     | Start Gdynia                                     |
| 2012/2013 | Dawid Bręk             | AZS WSGK Polfarmex Kutno                         |
| 2012/2013 | Paweł Kikowski         | WKS Śląsk Wrocław                                |
| 2012/2013 | Michał Wołoszyn (3)    | MKS Dąbrowa Górnicza                             |
| 2012/2013 | Marcel Wilczek         | Wikana Start Lublin                              |
| 2012/2013 | Jakub Dłuski           | AZS WSGK Polfarmex Kutno                         |
| 2013/2014 | Tomasz Ochońko         | Intermarche Bricomarche BM SlamStal Ostrów Wlkp. |
| 2013/2014 | Dariusz Oczkowicz      | MOSiR PBS Bank KHS Krosno                        |
| 2013/2014 | Marcin Malczyk         | MOSiR PBS Bank KHS Krosno                        |
| 2013/2014 | Marcel Wilczek (2)     | Wikana Start SA Lublin                           |
| 2013/2014 | Tomasz Wojdyła (4)     | Polski Cukier SIDEn Toruń                        |
| 2014/2015 | Tomasz Ochońko (2)     | BM Slam Stal Ostrów Wlkp.                        |
| 2014/2015 | Dariusz Oczkowicz (2)  | Miasto Szkła Krosno                              |
| 2014/2015 | Szymon Rduch           | Sokół Łańcut                                     |
| 2014/2015 | Adam Linowski          | Znicz Basket Pruszków                            |
| 2014/2015 | Marcel Wilczek (3)     | Legia Warszawa                                   |
| 2015/2016 | Łukasz Pacocha (5)     | Spójnia Stargard                                 |
| 2015/2016 | Dariusz Oczkowicz (3)  | Miasto Szkła Krosno                              |
| 2015/2016 | Piotr Robak            | Astoria Bydgoszcz                                |
| 2015/2016 | Szymon Rduch (2)       | Miasto Szkła Krosno                              |
| 2015/2016 | Dariusz Wyka           | Miasto Szkła Krosno                              |
| 2016/2017 | Filip Zegzuła          | ACK UTH Rosa Radom                               |
| 2016/2017 | Marcin Dymała          | Spójnia Stargard                                 |
| 2016/2017 | Hubert Mazur           | GKS Tychy                                        |
| 2016/2017 | Mikołaj Grod           | KSK Noteć Inowrocław                             |
| 2016/2017 | Maciej Klima           | Max Elektro Sokół Łańcut                         |
| 2017/2018 | Dawid Bręk (2)         | Spójnia Stargard                                 |
| 2017/2018 | Marek Zywert           | Sokół Łańcut                                     |
| 2017/2018 | Kamil Chanas           | Jamalax Polonia 1912 Leszno                      |
| 2017/2018 | Filip Struski          | Biofarm Basket Poznań                            |
| 2017/2018 | Hubert Pabian          | Spójnia Stargard                                 |
| 2018/2019 | Marcin Flieger (2)     | Biofarm Basket Poznań                            |
| 2018/2019 | Norbert Kulon          | FutureNet Śląsk Wrocław                          |
| 2018/2019 | Filip Małgorzaciak     | Rawlplug Sokół Łańcut                            |
| 2018/2019 | Aleksander Dziewa      | FutureNet Śląsk Wrocław                          |
| 2018/2019 | Piotr Niedźwiedzki     | Górnik Trans.eu Wałbrzych                        |
| 2019/2020 | Adrian Kordalski       | STK Czarni Słupsk                                |
| 2019/2020 | Piotr Robak            | KS Księżak Łowicz                                |
| 2019/2020 | Filip Małgorzaciak (2) | STK Czarni Słupsk                                |
| 2019/2020 | Grzegorz Kulka         | Górnik Trans.eu Wałbrzych                        |
| 2019/2020 | Piotr Niedźwiedzki (2) | WKK Wrocław                                      |
| 2020/2021 | Adrian Kordalski (2)   | Grupa Sierleccy-Czarni Słupsk                    |
| 2020/2021 | Krzysztof Jakóbczyk    | Górnik Trans.eu Wałbrzych                        |
| 2020/2021 | Filip Małgorzaciak (3) | Rawlplug Sokół Łańcut                            |
| 2020/2021 | Mateusz Szwed          | Elektrobud-Investment ZB Pruszków                |
| 2020/2021 | Szymon Tomczak         | TBS Śląsk II Wrocław                             |
| 2021/2022 | Marcin Nowakowski      | Rawlplug Sokół Łańcut                            |
| 2021/2022 | Szymon Ryżek           | SKS Starogard Gdański                            |
| 2021/2022 | Adam Kaczmarzyk        | Weegree AZS Politechnika Opolska                 |
| 2021/2022 | Damian Pieloch         | Sensation Kotwica Kołobrzeg                      |
| 2021/2022 | Hubert Pabian (2)      | Górnik Trans.eu Wałbrzych                        |
| 2022/2023 | Arinze Chidom          | Górnik Trans.eu Zamek Książ Wałbrzych            |
| 2022/2023 | Filip Zegzuła (2)      | HydroTruck Radom                                 |
| 2022/2023 | Filip Małgorzaciak (4) | SKS Starogard Gdański                            |
| 2022/2023 | Damian Jeszke          | HydroTruck Radom                                 |
| 2022/2023 | Mateusz Bartosz        | Dziki Warszawa                                   |
| 2023/2024 | Jakub Kobel            | AZS Politechnika Opolska                         |
| 2023/2024 | Myles Rasnick          | Miasto Szkła Krosno                              |
| 2023/2024 | Piotr Niedźwiedzki (3) | Górnik Wałbrzych                                 |
| 2023/2024 | Joe Bryant Jr.         | WKS Śląsk II Wrocław                             |
| 2023/2024 | Maciej Koperski        | GKS Tychy                                        |
| 2024/2025 | Martyce Kimbrough      | Astoria Bydgoszcz                                |
| 2024/2025 | Charles Jackson        | Miasto Szkła Krosno                              |
| 2024/2025 | Filip Małgorzaciak (5) | Sokół Łańcut                                     |
| 2024/2025 | Kacper Młynarski       | Resovia Rzeszów                                  |
| 2024/2025 | Brad Waldow            | WKK Wrocław                                      |